# Episodi di Hai paura del buio? (prima stagione)
La prima stagione della serie televisiva Hai paura del buio? è composta da 13 episodi, andati in onda in Canada dal 31 ottobre 1990 al 19 giugno 1991 su YTV e in Italia dal 1994 su RaiUno.
| nº | Titolo originale                      | Titolo italiano           | Prima TV Canada  | Prima TV Italia |
| -- | ------------------------------------- | ------------------------- | ---------------- | --------------- |
| 1  | The Tale of the Phantom Cab           | Il taxi fantasma          | 31 ottobre 1990  | 1994            |
| 2  | The Tale of the Lonely Ghost          | Il fantasma solitario     | 14 novembre 1990 |                 |
| 3  | The Tale of Laughing in the Dark      | Terrore e risate          | 28 novembre 1990 |                 |
| 4  | The Tale of the Twisted Claw          | L'artiglio ricurvo        | 5 dicembre 1990  |                 |
| 5  | The Tale of the Super Specs           | I Super Specs             | 5 dicembre 1990  |                 |
| 6  | The Tale of the Captured Souls        | Anime catturate           | 12 dicembre 1990 |                 |
| 7  | The Tale of the Hungry Hounds         | I cani da caccia affamati | 19 dicembre 1990 |                 |
| 8  | The Tale of the Nightly Neighbors     | I vicini notturni         | 19 dicembre 1990 |                 |
| 9  | The Tale of the Sorcerer's Apprentice | L'apprendista stregone    | 26 dicembre 1990 |                 |
| 10 | The Tale of the Prom Queen            | La reginetta del ballo    | 2 gennaio 1991   |                 |
| 11 | The Tale of Jake and the Leprechaun   |                           | 6 marzo 1991     |                 |
| 12 | The Tale of the Dark Music            | L'eredità dello zio Niles | 13 marzo 1991    |                 |
| 13 | The Tale of the Pinball Wizard        | Il mago del flipper       | 19 giugno 1991   |                 |

## Il taxi fantasma
- Titolo originale: The Tale of the Phantom Cab
- Diretto da: Ron Oliver
- Scritto da: Chloe Brown

### Trama
Due fratelli si perdono in un bosco, e dopo aver incontrato un'inquietante "dottore" dovranno fare i conti con uno spettrale taxi

## Il fantasma solitario
- Titolo originale: The Tale of the Lonely Ghost
- Diretto da: D.J. MacHale
- Scritto da: Naomi Janzen

### Trama
Ospitata per le vacanze estive a casa dell'antipatia cugina Beth, Amanda sarà costretta a trascorrere un'intera notte in una casa infestata 

## Terrore e risate
- Titolo originale: The Tale of Laughing in the Dark
- Diretto da: Ron Oliver
- Scritto da: Chloe Brown

Scott, a causa di una scommessa con alcuni amici, decide di entrare nella "Casa stregata", attrazione di un luna park in cui si agira lo spettro di un vecchio clown

## L'artiglio ricurvo
- Titolo originale: The Tale of the Twisted Claw
- Diretto da: D.J. MacHale
- Scritto da: Chloe Brown

## I Super Specs
- Titolo originale: The Tale of the Super Specs
- Diretto da: Ron Oliver
- Scritto da: Chloe Brown

## Anime catturate
- Titolo originale: The Tale of the Captured Souls
- Diretto da: D.J. MacHale
- Scritto da: Anne Appleton

## I cani da caccia affamati
- Titolo originale: The Tale of the Hungry Hounds
- Diretto da: D.J. MacHale
- Scritto da: Anne Appleton

## I vicini notturni
- Titolo originale: The Tale of the Nightly Neighbors
- Diretto da: Jacques Payette
- Scritto da: Chloe Brown

## L'apprendista stregone
- Titolo originale: The Tale of the Sorcerer's Apprentice
- Diretto da: D.J. MacHale
- Scritto da: Stephen Zoller

## La reginetta del ballo
- Titolo originale: The Tale of the Prom Queen
- Diretto da: Jean-Marie Comeau
- Scritto da: Chloe Brown

## The Tale of Jake and the Leprechaun
- Titolo originale: The Tale of Jake and the Leprechaun
- Diretto da: D.J. MacHale
- Scritto da: Nick Webb

## L'eredità dello zio Niles
- Titolo originale: The Tale of the Dark Music
- Diretto da: Ron Oliver
- Scritto da: Chloe Brown

## Il mago del flipper
- Titolo originale: The Tale of the Pinball Wizard
- Diretto da: D.J. MacHale
- Scritto da: Louise Lamarre, Tom Rack